# Pływanie na Letnich Igrzyskach Olimpijskich 1912 – 200 m stylem klasycznym mężczyzn
Wyścig na 200 metrów stylem klasycznym mężczyzn był jedną z konkurencji pływackich rozgrywanych podczas V Igrzysk Olimpijskich w Sztokholmie. Zgłoszonych zostało 49 zawodników, jednak do rywalizacji przystąpiło 24 pływaków z jedenastu reprezentacji.
Pływanie stylem klasycznym było w tym czasie zdominowane przez pływaków z kontynentalnej Europy, głównie przez reprezentantów Niemiec. Rekord świata od 2 października 1910 roku należał do Belga Féliciena Courbeta, który w Schaerbeek uzyskał wynik 3:00,8. Ostatnimi zwycięzcami amatorskich mistrzostw byli: Brytyjczyk Percy Courtman (1907–1909), Szwed Harald Julin (1910), Węgier Ödön Toldi (1911) i ponownie  Courtman (1911–1912). Nie było głównego faworyta do złotego medalu.
Nikt z wymienionych zawodników nie okazał najlepszy w Sztokholmie. Konkurencję zdominowali Niemcy z młodym, dziewiętnastoletnim Walterem Bathe na czele. Rekordzistą świata pozostał Coubert, który na igrzyskach odpadł w półfinale.

## Rekordy
| Rekord świata     | Félicien Courbet (BEL) | 3:00,8 | Schaerbeek (BEL) | 2 października 1910 |
| Rekord olimpijski | Frederick Holman (GBR) | 3:09,2 | Londyn (GBR)     | 18 lipca 1908       |

## Wyniki

### Eliminacje
Początkowo rozlosowanych zostało 8 wyścigów eliminacyjnych, jednak z powodu ogromnej liczby wycofań, eliminacje zostały rozlosowane ponownie.
Zawodnicy pierwotnie zgłoszeni, jednak wycofani przed ponownym losowaniem eliminacji
| Zawodnik             | Państwo         | Wyścig |
| -------------------- | --------------- | ------ |
| Carlyle Atkinson     | Wielka Brytania | 1      |
| Richard Hallard      | Francja         | 2      |
| András Baronyi       | Węgry           | 2      |
| Davide Baiardo       | Włochy          | 2      |
| John Johnsen         | Norwegia        | 2      |
| Victor Pierre Eggman | Francja         | 3      |
| Imre Elek            | Węgry           | 3      |
| Aldo Cigheri         | Włochy          | 3      |
| Virgilio Bellazza    | Włochy          | 4      |
| Iłarion Borisowski   | Rosja           | 4      |
| Walter Krohn         | Niemcy          | 6      |
| Mario Portolongo     | Włochy          | 6      |
| George Godfrey       | ZPA             | 6      |
| Rudolf Dlouchy       | Austria         | 7      |
| Henri Dubois         | Francja         | 7      |
| Ödön Toldi           | Węgry           | 7      |
| Mario Massa          | Włochy          | 7      |
| Nikołaj Woronkow     | Rosja           | 7      |
| Daniel Lehu          | Francja         | 8      |
| Alfred Stühmer       | Niemcy          | 8      |
| János Wenk           | Węgry           | 8      |
| Attilio Bellezza     | Włochy          | 8      |
| Arno Almqvist        | Rosja           | 8      |
| Sven Henning         | Szwecja         | 8      |

Ostatecznie do eliminacji przeprowadzonych 7 lipca 1912 przystąpiło 24 zawodników, którzy zostali podzieleni na 6 wyścigów. Awans uzyskiwało dwóch najlepszych z każdego wyścigu (Q) oraz najszybszy z zawodników na trzecim miejscu (q). Wyścigi 1-3 odbyły się o godzinie 13:50, a 4-6 o 19:30.
Wyścig 1
| Miejsce | Zawodnik         | Kraj        | Wynik  | Uwagi |
| ------- | ---------------- | ----------- | ------ | ----- |
| 1.      | Wilhelm Lützow   | Niemcy      | 3:07,4 | Q,    |
| 2.      | Thor Henning     | Szwecja     | 3:14,0 | Q     |
| 3.      | Lennart Lindroos | Finlandia   | 3:16,6 | q     |
| 4.      | Frank Schryver   | Australazja | 3:24,0 |       |

Wyścig 2
| Miejsce | Zawodnik          | Kraj      | Wynik  | Uwagi |
| ------- | ----------------- | --------- | ------ | ----- |
| 1.      | Paul Malisch      | Niemcy    | 3:08,8 | Q     |
| 2.      | Arvo Aaltonen     | Finlandia | 3:13,0 | Q     |
| 3.      | Nils Andersson    | Szwecja   | 3:20,6 |       |
| 4.      | Josef Wastl       | Austria   | 3:25,6 |       |
| 5.      | Gieorgij Bajmakow | Rosja     | 3:29,0 |       |

Wyścig 3
| Miejsce | Zawodnik              | Kraj            | Wynik  | Uwagi |
| ------- | --------------------- | --------------- | ------ | ----- |
| 1.      | Carlyle Atkinson      | Wielka Brytania | 3:12,0 | Q     |
| –       | Heinrich Brandstetter | Finlandia       |        | DNS   |
| –       | Louis Laufray         | Francja         |        | DNS   |

Wyścig 4
| Miejsce | Zawodnik           | Kraj              | Wynik    | Uwagi |
| ------- | ------------------ | ----------------- | -------- | ----- |
| 1.      | Walter Bathe       | Niemcy            | 3:03,4   | Q,    |
| 2.      | Percy Courtman     | Wielka Brytania   | 3:09,8   | Q     |
| 3.      | Fredrik Löwenadler | Szwecja           | 3:22,2   |       |
| –       | Michael McDermott  | Stany Zjednoczone | (3:18,2) | DSQ   |

Wyścig 5
| Miejsce | Zawodnik         | Kraj            | Wynik    | Uwagi |
| ------- | ---------------- | --------------- | -------- | ----- |
| 1.      | Félicien Courbet | Belgia          | 3:12,6   | Q     |
| 2.      | Pontus Hanson    | Szwecja         | 3:14,2   | Q     |
| –       | George Innocent  | Wielka Brytania | (3:16,0) | DSQ   |
| –       | Audun Rusten     | Norwegia        | (3:39,8) | DSQ   |

Wyścig 6
| Miejsce | Zawodnik         | Kraj      | Wynik  | Uwagi |
| ------- | ---------------- | --------- | ------ | ----- |
| 1.      | Oszkár Demján    | Węgry     | 3:07,8 | Q     |
| 2.      | Harald Julin     | Szwecja   | 3:12,8 | Q     |
| 3.      | Herman Cederberg | Finlandia | 3:18,6 |       |
| 4.      | Vilhelm Lindgrén | Finlandia | 3:21,2 |       |
| 5.      | Sven Hanson      | Szwecja   | 3:24,4 |       |
| 6.      | Oscar Hamrén     | Szwecja   | 3:24,4 |       |

## Półfinały
Półfinały rozegrano 9 lipca 1912 o godzinie 20:15. Awans uzyskiwało dwóch najlepszych z każdego wyścigu (Q) oraz najszybszy z zawodników na trzecim miejscu (q).
Półfinał 1
| Miejsce | Zawodnik         | Kraj            | Wynik  | Uwagi |
| ------- | ---------------- | --------------- | ------ | ----- |
| 1.      | Paul Malisch     | Niemcy          | 3:09,6 | Q     |
| 2.      | Thor Henning     | Szwecja         | 3:10,4 | Q     |
| 3.      | Harald Julin     | Szwecja         | 3:10,6 |       |
| 4.      | Lennart Lindroos | Finlandia       | 3:11,6 |       |
| 5.      | Carlyle Atkinson | Wielka Brytania | 3:15,2 |       |
| 6.      | Arvo Aaltonen    | Finlandia       | 3:17,0 |       |

Półfinał 2
| Miejsce | Zawodnik         | Kraj            | Wynik  | Uwagi |
| ------- | ---------------- | --------------- | ------ | ----- |
| 1.      | Walter Bathe     | Niemcy          | 3:02,2 | Q,    |
| 2.      | Wilhelm Lützow   | Niemcy          | 3:04,4 | Q     |
| 3.      | Percy Courtman   | Wielka Brytania | 3:09,4 | q     |
| 4.      | Oszkár Demján    | Węgry           | 3:11,2 |       |
| 5.      | Félicien Courbet | Belgia          | 3:11,6 |       |
| –       | Pontus Hanson    | Szwecja         |        | DNF   |

## Finał
Finał rozegrano 10 lipca 1912 o godzinie 19:30.
| Miejsce | Zawodnik       | Kraj            | Wynik  | Uwagi |
| ------- | -------------- | --------------- | ------ | ----- |
| złoto   | Walter Bathe   | Niemcy          | 3:01,8 | OR    |
| srebro  | Wilhelm Lützow | Niemcy          | 3:05,0 |       |
| brąz    | Paul Malisch   | Niemcy          | 3:08,0 |       |
| 4.      | Percy Courtman | Wielka Brytania | 3:08,8 |       |
| –       | Thor Henning   | Szwecja         |        | DNF   |